# 钟山建筑遗址
钟山建筑遗址位于江苏省南京市玄武区紫金山主峰头陀岭南麓，是一处南朝祭坛遗址，包括一号坛、二号坛及附属建筑遗存，南北长300多米，占地两万多平方米。该遗址1999年被考古人员发现，被认为是刘宋孝武帝大明三年（459年）所建的国家北郊坛遗存，并以“钟山六朝坛类建筑遗址”的名称全票当选2000年度全国十大考古发现。2002年以“钟山坛类建筑遗存”的名称成为江苏省文物保护单位。2006年成为全国重点文物保护单位，并被改名为“钟山建筑遗址”。有学者对该遗址的性质提出异议，认为其并非祭坛，而是南朝初年建立的定林上寺的“戒坛式土塔”。